# Luj I., španjolski kralj
Kralj Ludovik I. ili Luj I. (španjolski Luis I) (rođen u Madridu, 25. kolovoza 1707.) vladao je Španjolskom manje od godine dana. Kao sin kralja Filipa V. i Marije Lujze Gabrijele Savojske, Luj je preuzeo tron 14. siječnja 1724. kada je njegov otac Filip abdicirao u njegovu korist. Oženio se Lujzom Elizabetom od Orléansa (1709. – 1742.) 20. siječnja 1722. Lujza Elizabeta bila je kći Filipa II., vojvode Orléansa. Nije se prilagodila religioznom životu na španjolskom dvoru. U braku nisu imali djece. Kralj je iste godine kada je došao na vlast obolio od boginja. Nakon samo sedam mjeseci vladanja umro je u Madridu 31. kolovoza 1724.
Ova kratka vladavina nije zanimljiva samo zbog svoje kratkoće, nego iz zbog toga što stvarna vlast nije bila u Madridu (na dvoru Luja I.), već u kraljevskoj palači La Granja (u blizini Segovie), paralelnom dvoru Filipa V. i njegove žene Izabele Farnese. Nakon smrti Luja I., njegov otac se vratio na prijestolje, a njegova udovica je poslana natrag u Francusku.